# Aqua Timez
Aqua Timez (jap. アクア タイムズ Akua Taimuzu) – japoński pop rockowy/alternatywnorockowy zespół wydający w wytwórni Epic Records Japan.
Grupa znana przede wszystkim z piosenek do anime Bleach – openingów „Alones” i „Velonica”, endingu „Mask” oraz „Sen no Yoru wo Koete” (użytej w napisach końcowych filmu kinowego), chociaż wykonała także utwory do Naruto Shippūden, Star Drivera czy Brave Story.